# Лаго-Архентино
Ла́го-Архенти́но (Архенти́но; исп. Lago Argentino) — пресноводное озеро, расположенное в патагонской провинции Санта-Крус, Аргентина. Это крупнейшее озеро в Аргентине, площадь его поверхности равна 1415 км² (максимальная ширина: 20 км). Средняя глубина озера 150 м, максимальная — 300 м.
Открыто в ноябре 1782 братьями Антонио и Франсиско Вьедма.
Озеро расположено в национальном парке Лос-Гласьярес, в котором расположено большое количество ледников, среди которых наиболее известен ледник Перито-Морено. Озеро питается талой ледниковой водой, поступающей от нескольких рек; вода из озера Вьедма поступает через реку Ла-Леона и множество горных ручьев. Площадь водосбора составляет более 17 000 км².
Ледники, соседний город Эль-Калафате и само озеро привлекают много туристов. Озеро — хорошее место для рыбалки.
Лаго-Архентино также является названием местного аэропорта (IATA: ING, ICAO: SAWA) с координатами 50°20′ ю. ш. 72°15′ з. д.. Город Эль-Калафате иногда также называется Лаго-Архентино.

## Галерея

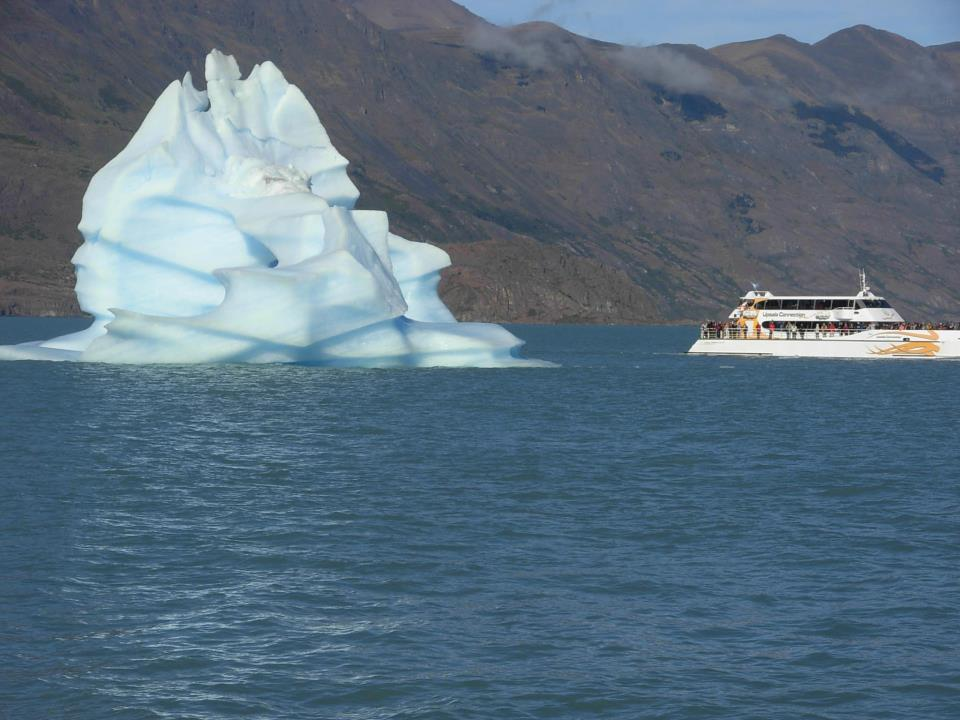
Туристический катер у айсберга на озере
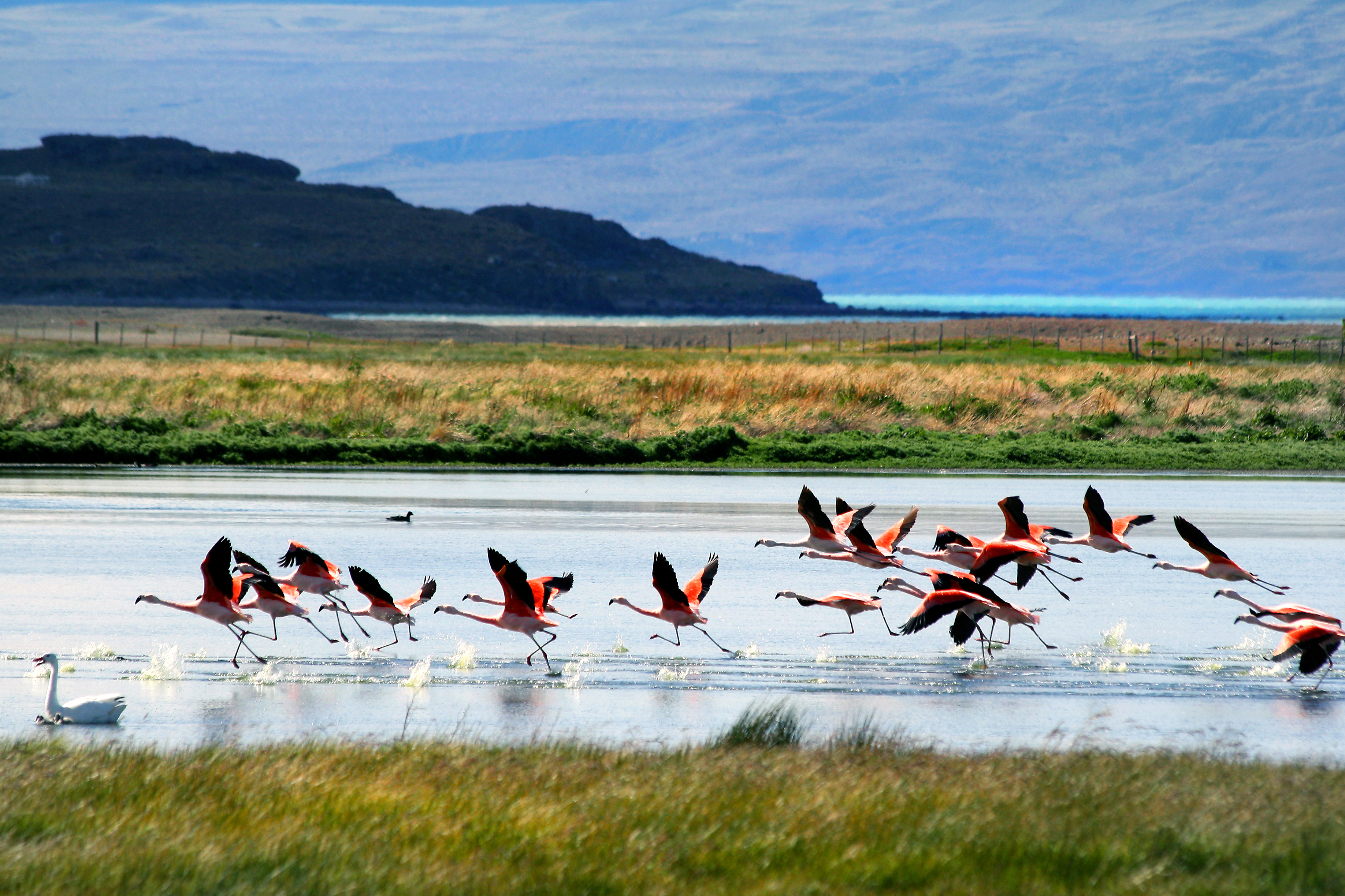
Южные фламинго в прибрежной зоне озера
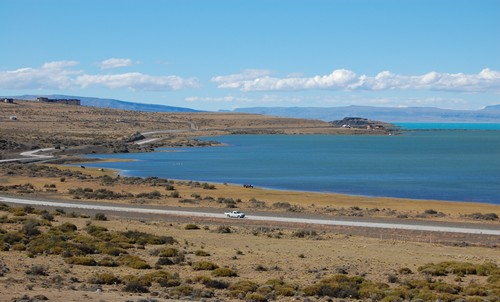
Вид на озеро из города Эль-Калафате

## Климат
| Показатель                    | Янв. | Фев. | Март | Апр. | Май  | Июнь  | Июль  | Авг. | Сен. | Окт. | Нояб. | Дек. | Год  |
| ----------------------------- | ---- | ---- | ---- | ---- | ---- | ----- | ----- | ---- | ---- | ---- | ----- | ---- | ---- |
| Абсолютный максимум, °C       | 30,5 | 29,5 | 27,0 | 21,5 | 17,5 | 15,5  | 16,5  | 16,6 | 21,8 | 22,5 | 25,0  | 28,5 | 30,5 |
| Средний суточный максимум, °C | 18,7 | 18,5 | 16,3 | 12,5 | 7,7  | 5,2   | 4,3   | 6,6  | 10,4 | 13,8 | 16,3  | 17,9 | 12,3 |
| Средняя температура, °C       | 13,1 | 12,9 | 10,8 | 7,6  | 4,0  | 1,6   | 0,7   | 2,6  | 5,3  | 8,3  | 10,8  | 12,3 | 7,5  |
| Средний суточный минимум, °C  | 7,7  | 7,5  | 5,6  | 3,1  | 0,2  | −2    | −2,8  | −1,2 | 0,7  | 2,9  | 5,1   | 6,7  | 2,7  |
| Абсолютный минимум, °C        | 0,5  | 0,6  | −2,4 | −4   | −8,5 | −11,5 | −11,5 | −12  | −7   | −3,5 | −2,5  | −2,6 | −12  |
| Норма осадков, мм             | 12   | 7    | 13   | 25   | 30   | 21    | 25    | 21   | 15   | 12   | 9     | 13   | 203  |
| Источник: NOAA                |      |      |      |      |      |       |       |      |      |      |       |      |      |